# Evangelische Akademie Bad Boll

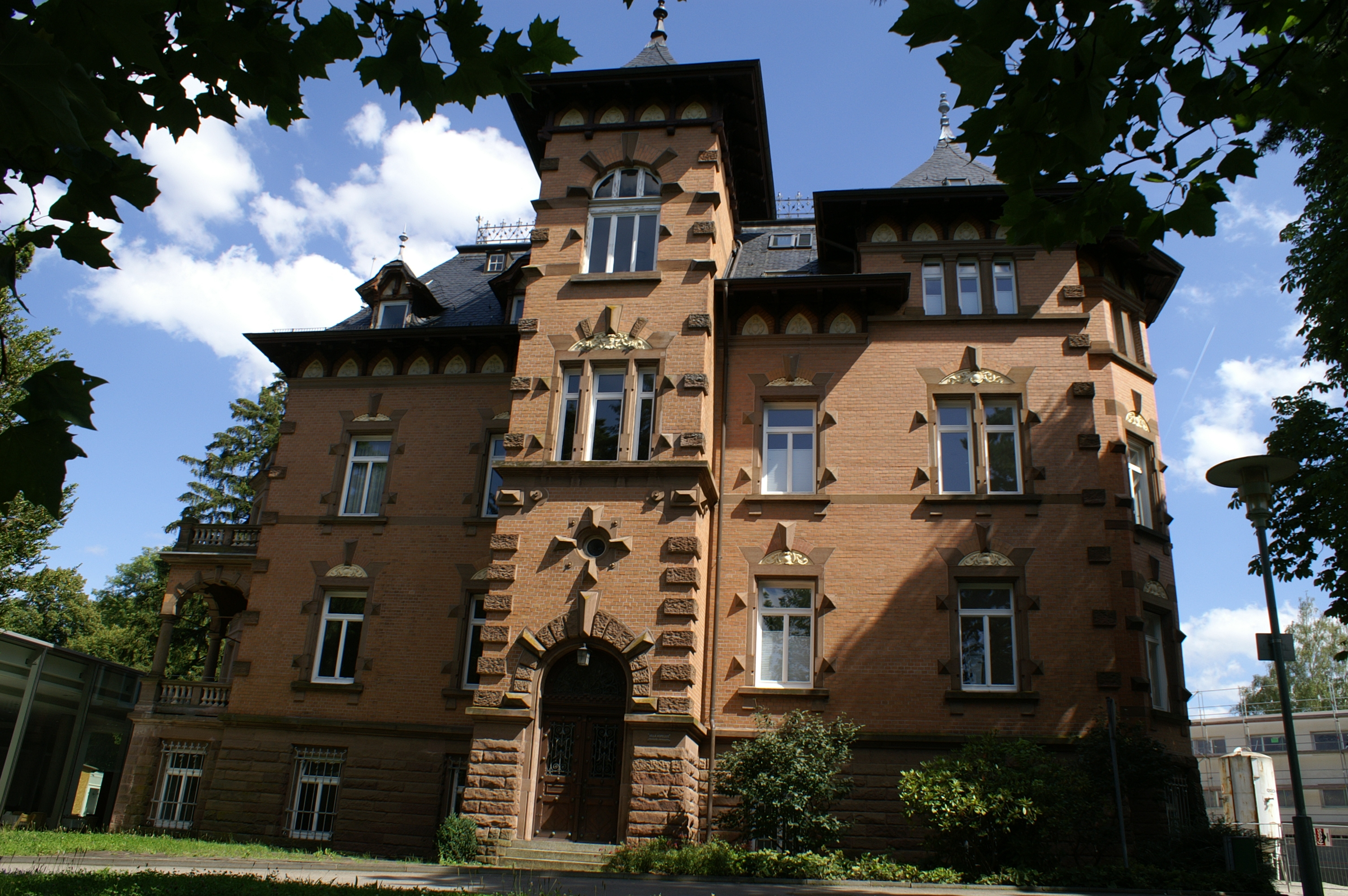
In der Villa Vopelius in der Evangelischen Akademie Bad Boll wird Blumhardts Literatursalon präsentiert

Die Evangelische Akademie Bad Boll ist die älteste der nach dem Zweiten Weltkrieg neu entstandenen Evangelischen Akademien in Deutschland. Ihr Sitz ist der Kurort Bad Boll am Fuß der Schwäbischen Alb.

## Geschichte
Die Evangelische Akademie Bad Boll wurde am 29. September 1945, dem Michaelistag, gegründet. Gründer waren der Landesbischof der Evangelischen Landeskirche in Württemberg Theophil Wurm und Pfarrer Eberhard Müller. 
In der Vergangenheit waren an der Akademie nach dem Gründungsdirektor Müller (1945–1971) als Geschäftsführende Direktoren die Theologen Christoph Bausch (1972–1988), Manfred Fischer (1988–1996), Jo Krummacher (1996–2005), Joachim L. Beck (2006–2013) und Jörg Hübner (2013–2023) tätig. Seit 1. Januar 2025 ist Dietmar Merz Geschäftsführender Akademiedirektor. Bekannte Studienleiter waren u. a. Siegfried von Kortzfleisch, Wolfgang Böhme, Herta Leistner, Hans-Joachim Thilo, Thomas Schlag und Jobst Kraus (letzterer hat 2015 für sein Engagement in puncto Nachhaltigkeit das Bundesverdienstkreuz erhalten).
Wichtige thematische Schwerpunkte waren der Streit um die Wiederbewaffnung (1955), die feministische Theologie (ab 1979), Medizin und Justiz im Nationalsozialismus (ab 1982), Umweltpolitik und nachhaltige Entwicklung (ab 1983), Lesbische Frauen in den Kirchen (ab 1985). Mehrere Institutionen und Initiativen verdanken ihr Entstehen den Diskursen in Bad Boll, z. B. die Aktion Gemeinsinn, die Evangelische Medienakademie, der Kronberger Kreis, die Ausbildung zum Anwalt des Kindes oder der Verein zur Alphabetisierung. Im Februar 1968 richtete die Akademie eine vielbeachtete Diskussion zum Problem der Revolution in Deutschland aus, in der es zu einer historischen Begegnung zwischen Ernst Bloch und Rudi Dutschke kam, die eine langjährige Freundschaft begründete (auch Dutschke-Bloch-Tagung). 1988 wurde hier auf einer Vikarstagung die Ökumenische Initiative Mittelamerika gegründet, die in der Entwicklungspolitik und Menschenrechtsarbeit tätig ist. Die Akademie führte wiederholt Veranstaltungen mit Befürwortern der vom Bundestag als antisemitisch eingestuften Kampagne „Boycott, Divestment and Sanctions“ durch. Im Mai 2007 riefen christliche Teilnehmer dazu auf, „Produkte aus Israel so lange nicht zu kaufen, bis die Besatzung beendet ist.“ 2010 zog die Akademie die Einladung eines Vertreters der radikalislamischen Terrorgruppe Hamas als Referenten erst nach heftigen Protesten zurück. 2011 forderte die Einladung zu einer Tagung zum Kairos-Palästina-Dokument „wirtschaftliche Maßnahmen gegen die Besatzungsmacht Israel“. Zur Tagung Shrinking Space im Israel-Palästina-Konflikt im September 2018 lud die Akademie fast nur BDS-Befürworter als Referenten ein. Die Akademie führte 2021 gemeinsam mit der Landeszentrale für politische Bildung Baden-Württemberg eine siebenteilige Veranstaltungsreihe zur Beziehung zwischen Deutschland, Israel und dem Nahen Osten durch.
In Erinnerung an die in Bad Boll tätigen Theologen Christoph Blumhardt und Johann Christoph Blumhardt hat die Akademie im Jahr 2005 „Blumhardts Literatursalon“ in Zusammenarbeit mit dem Deutschen Literaturarchiv Marbach eingerichtet. Ihren Stiftungstag begeht die Akademie jährlich mit einer „Michaelisakademie“.
Die Evangelische Akademie Bad Boll ist eine unselbständige Einrichtung der Evangelischen Landeskirche in Württemberg. Sie ist eine Körperschaft des öffentlichen Rechts. Für das Jahr 2025 erhielt die Akademie eine Globalzuweisung von 3,8 Millionen Euro. 2024 lag diese noch bei knapp 4 Millionen Euro. Seit der Corona-Pandemie hat sich die Anzahl der Teilnehmenden von 5.116 im Jahr 2020 sukzessive auf 7.523 Teilnehmende in 2024 erhöht. Auch die Zahl der Veranstaltungen ist mit 137 im Jahr 2024 wieder auf das Vorcorona-Pandemie-Niveau gestiegen (2019: 128 Veranstaltungen).
Bis zum Jahr 2011 wurde ein Drittel der Stellen auf 25 Studienleiter gekürzt. Ende 2024 zählt die Evangelische Akademie Bad Boll noch 10 Studienleitende, die um zwei Theologen im Fachdienst „Kirchlicher Dienst in der Arbeitswelt“ sowie weitere Angestellte in der Tagungsorganisation, Tagungsadministration etc. ergänzt werden.